# Krupiec (rejon biełowski, obwód kurski)
Krupiec (ros. Крупец) – wieś (ros. село, trb. sieło) w zachodniej Rosji, w sielsowiecie girjańskim rejonu biełowskiego w obwodzie kurskim.

## Geografia
Wieś położona jest nad rzeką Psioł, 15 km od centrum administracyjnego Biełaja, 86,5 km od Kurska.
W granicach wsi znajdują się ulice: Krym, Martynowka, Pieskowka, Sibir, Słoboda.

## Demografia
W 2010 r. miejscowość zamieszkiwało 186 osób.